# Араслановская писаница

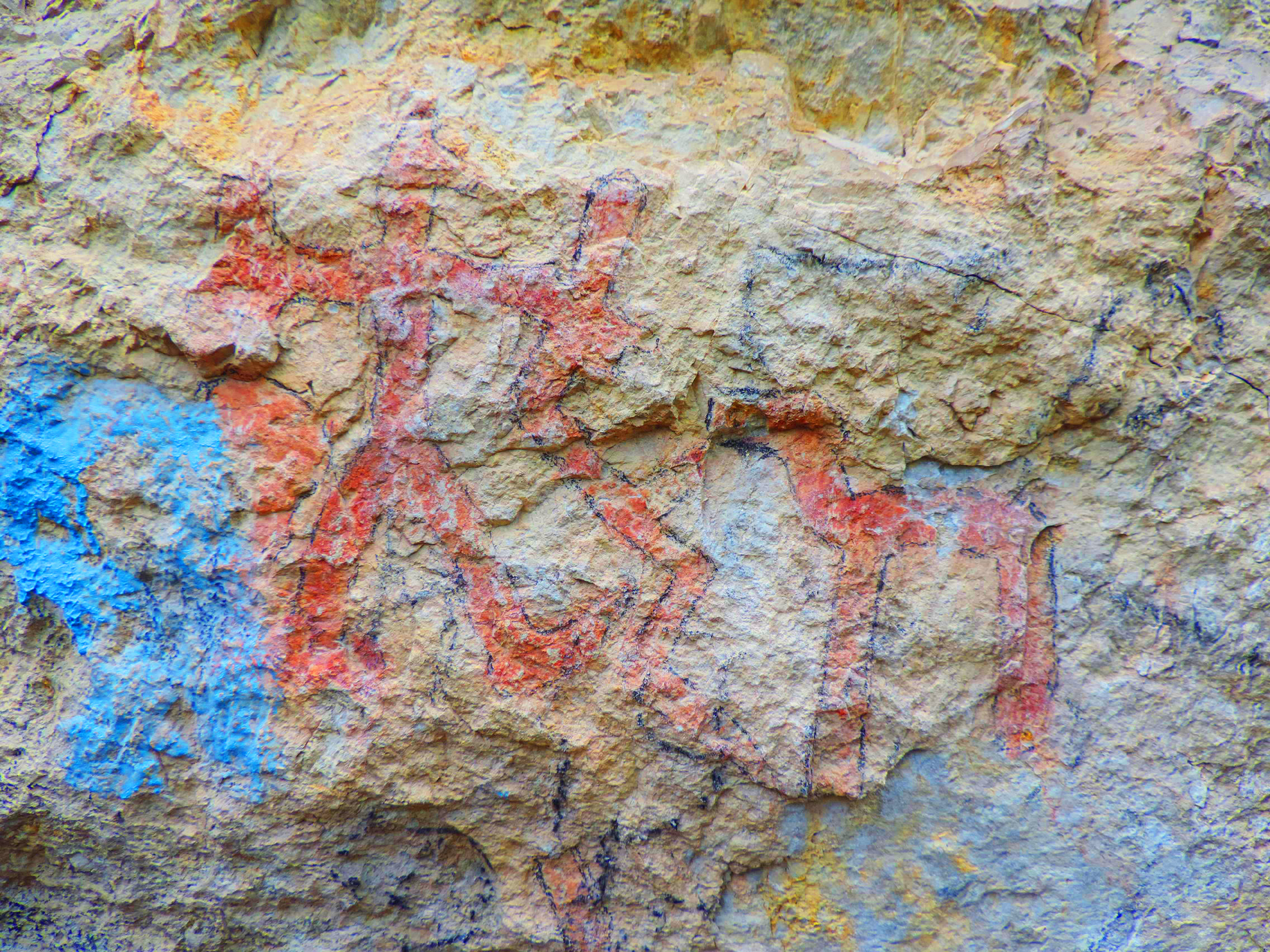
Элемент «Араслановской писаницы» — оранжевое, обведённое чёрным (синее — современное изображение)

Арасла́новкая пи́саница — наскальные изображения, археологический памятник в Нязепетровском районе Челябинской области на скале Яман-Таш, расположенной на правом берегу реки Уфы, на расстоянии около трёх км. вниз по течению от с. Арасланово, и в 4-х км. к западу от одноимённой железнодорожной станции. По обобщенным данным, рисунки датированы поздним железным веком (9 - 7 в.в. до н.э.).

## История изучения
Писаница обнаружена в 1968 году В.Т. Петриным, в начале 1990-х годов, изучалась В.Н. Широковым.

## Описание
Скальное известняковое обнажение, обращённое к югу и юго-западу, находится над крупной осыпью на высоте около 15-18 м. над водой. Рисунки нанесены на высоте 1 – 1,7 м. над осыпью.
В пределах восьмиметрового панно выделены 2 группы рисунков: северные (с 6 фигурами) и центральные (с 8 изображениями); найдены также 2 одиночных рисунка. В северной группе крайнюю позицию слева занимает фигура животного, напоминающего медведя: в центре композиция из Ф-образной антропоморфной фигуры и 3-х изображений животных (левая сохранилась плохо и не поддаётся атрибуции, два других – копытные, расположенные головой друг к другу); справа от них - композиция из 2-х антропоморфных фигур, между которыми изображено копытное, напоминающее лошадь, в стиле, известном по металлическим отливкам из археологических памятников 2-й половины 1-го тысячелетия – первых веков 2-го тысячелетия н.э. В центральной группе выделены 2 композиции. Вверхней видны остатки геометрических фигур и рисунок копытного, обращённого головой вправо, к Ф-образному антропоморфному изображению существа с «раздвоенной» головой и без ног. Под этой композицией нанесены 2 рисунка копытных, обращённых головами влево, антропоморфная фигура между ними, справа и слева – вертикально ориентированные зигзаги. Изображение одного из копытных небольшого размера, выполнено в линейной манере, другое - крупное, нанесено силуэтом. Далее вправо поверх красочного пятна нанесены антропоморфная фигура и остатки сетчатого изображения.
По некоторым данным, еще в 1960-64 годах родственники местной мансийской семьи посещали скалу как священное место. Сведения о почтении мансийским населением в 1-й половине XX века некоторых писаных скал на Тагиле приведены в исследованиях В.Н. Чернецова. Данные, полученные при изучении южноуральских писаниц, связанных с традиционной обрядностью современного угорского населения, могут быть использованы для реконструкции этнической среды южноуральского региона. Петриным при раскопках возле Араслановской писаницы обнаружены остатки жертвенного комплекса (обломки глиняных сосудов, кусочки охры, каменные изделия, в том числе пест, а также кости косули, лошади, птицы и некоторых неопределенных фрагментов). По орнаменту на керамических фрагментах вещевой комплекс отнесен к сылвенской культуре.